# Léon Ménard
 (août 2015).
Pour les articles homonymes, voir Ménard.
Léon Ménard, né à Tarascon (Bouches-du-Rhône) le 12 septembre 1706 et mort à Paris le 1er octobre 1767, est un juriste et historien français.

## Biographie
Après des études de lettres chez les jésuites de Lyon, il part étudier la jurisprudence à Toulouse et devient conseiller au Présidial de Nîmes. À partir de 1744, il se consacre à Paris à ses recherches historiques. Il est élu membre associé de l'Académie royale des inscriptions et belles-lettres en 1746.
Son œuvre majeure est une Histoire civile, ecclésiastique et littéraire de la ville de Nismes, parue en sept volumes entre 1744 et 1758. Il contribua par ailleurs à diverses revues de nombreux articles historiques. En 1762, le premier magistrat de la ville lui confia la tâche d'écrire l'histoire d'Avignon, mais sa mauvaise santé le contraignit à abandonner la tâche après deux ans de travail.

## Principales publications
- Les Amours de Callisthène et d'Aristoche. Histoire grecque, 1740. Réédité sous le titre Callisthène, ou le Modèle de l'amour et de l'amitié, 1765 Texte en ligne
- Les Mœurs et les usages des Grecs, 1743 Texte en ligne
- Histoire des évêques de Nismes, où l'on voit ce qui s'est passé de plus mémorable dans cette ville pendant leur épiscopat, par rapport à la religion, 2 vol., 1737
- Histoire civile, ecclésiastique et littéraire de la ville de Nismes, avec des notes et les preuves, suivie de dissertations historiques et critiques sur ses antiquités et de diverses observations sur son histoire naturelle, 7 vol. enrichis de gravures de Charles-Nicolas Cochin, Antoine Humblot, Martin Marvie, Louis-Joseph Le Lorrain, 1744-1758 Texte en ligne 1 2 3 4 5 6 7
- Collection de belles estampes en taille douce, concernant tous les bâtimens anciens et modernes de la ville de Nismes, pour servir de suite à l'Histoire civile et littéraire de la ville de Nismes, 1752.